# Portland Japanese Garden
De Portland Japanese Garden is een traditionele Japanse tuin van zo'n 22.000 m² in het Washington Park van de Amerikaanse stad Portland (Oregon). In hetzelfde park ligt de beroemde - en minder rustige - International Rose Test Garden.
De Japanse tuin opende in 1967 en ontvangt jaarlijks zo'n 200.000 bezoekers. De tuin bestaat uit vijf onderling verschillende deelgebieden: de Strolling Pond Garden, de Natural Garden, de Sand and Stone Garden, de Flat Garden en de Tea Garden.

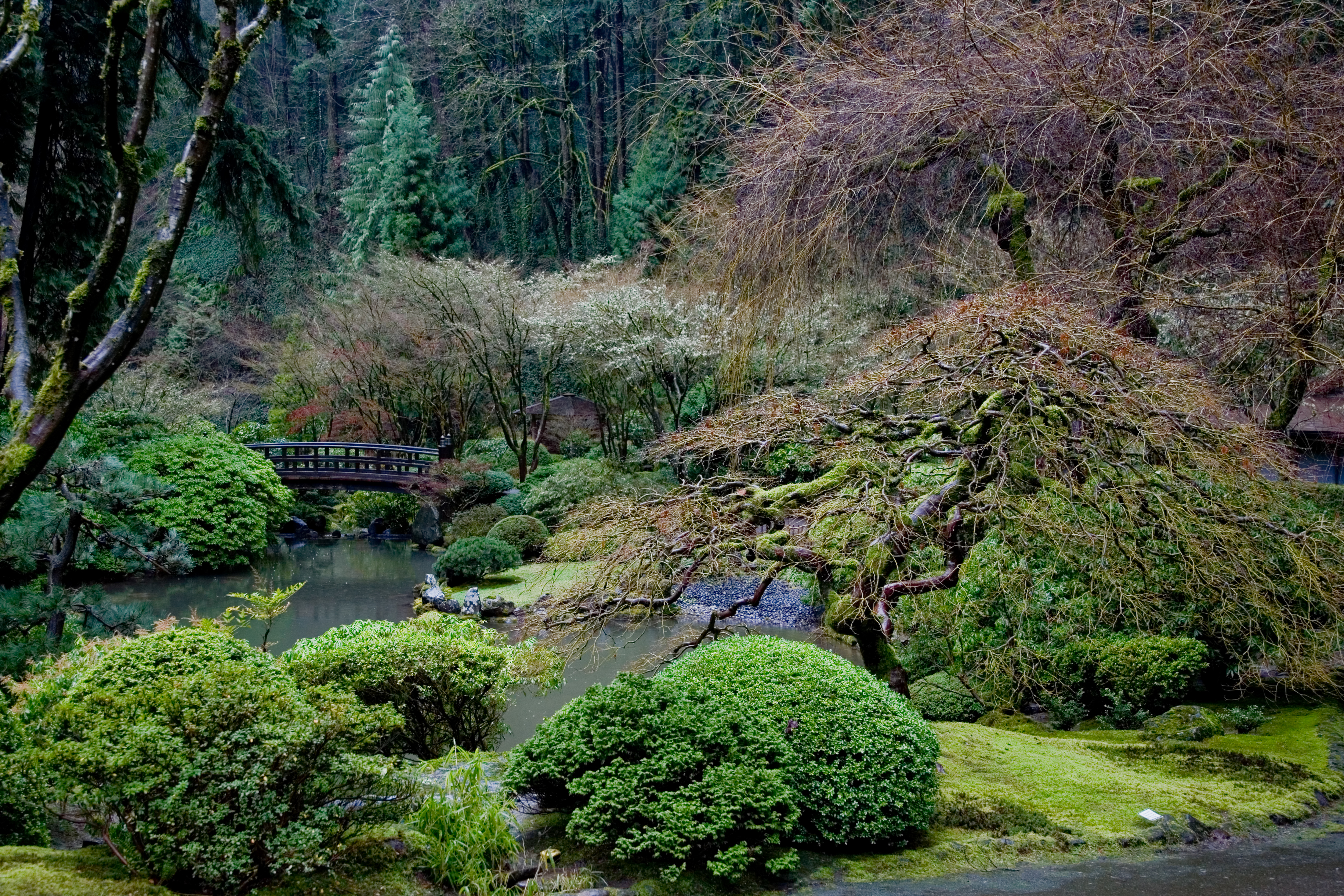
De Portland Japanese Garden in de winter
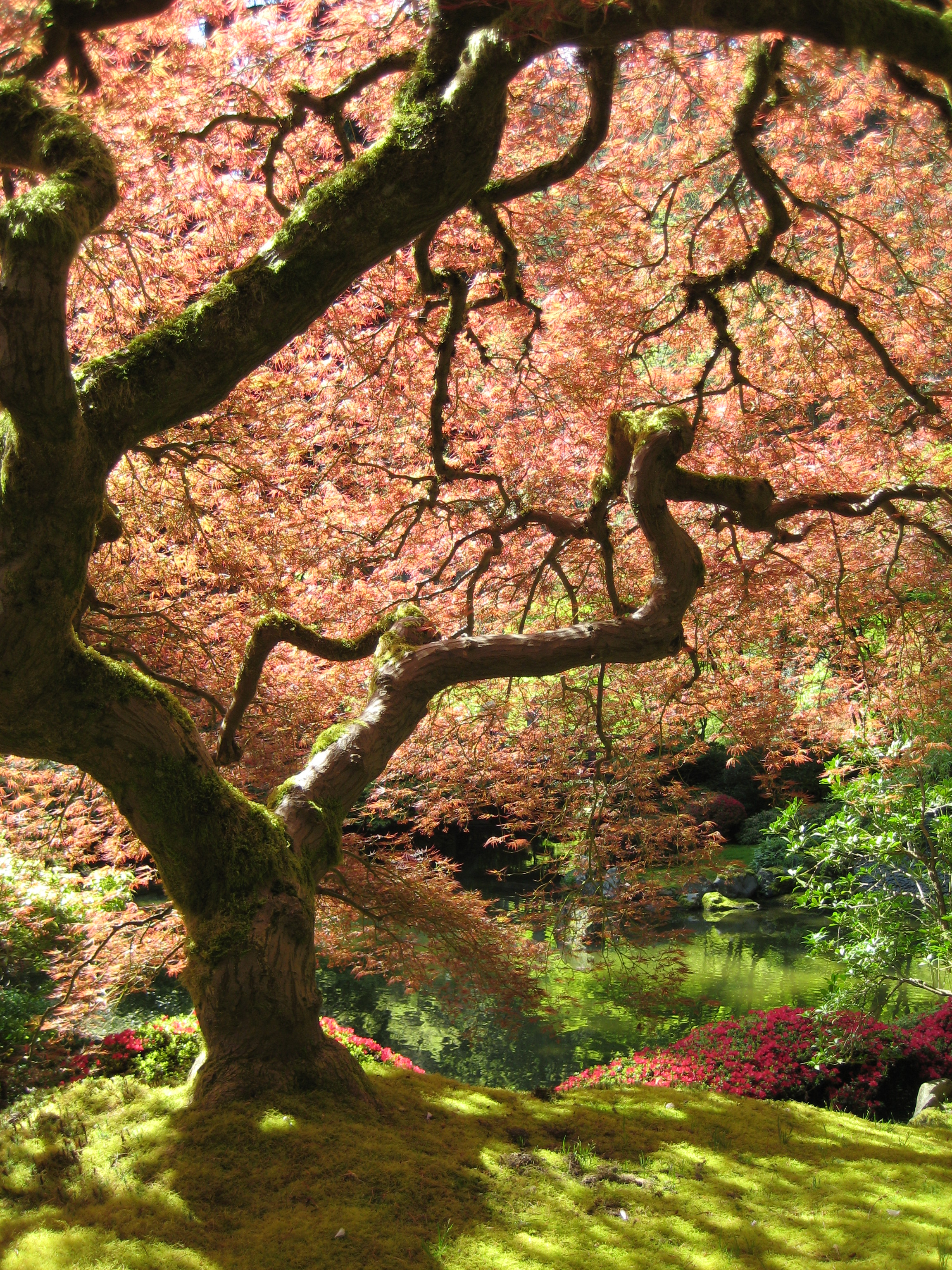
Een Japanse esdoorn (Acer palmatum)
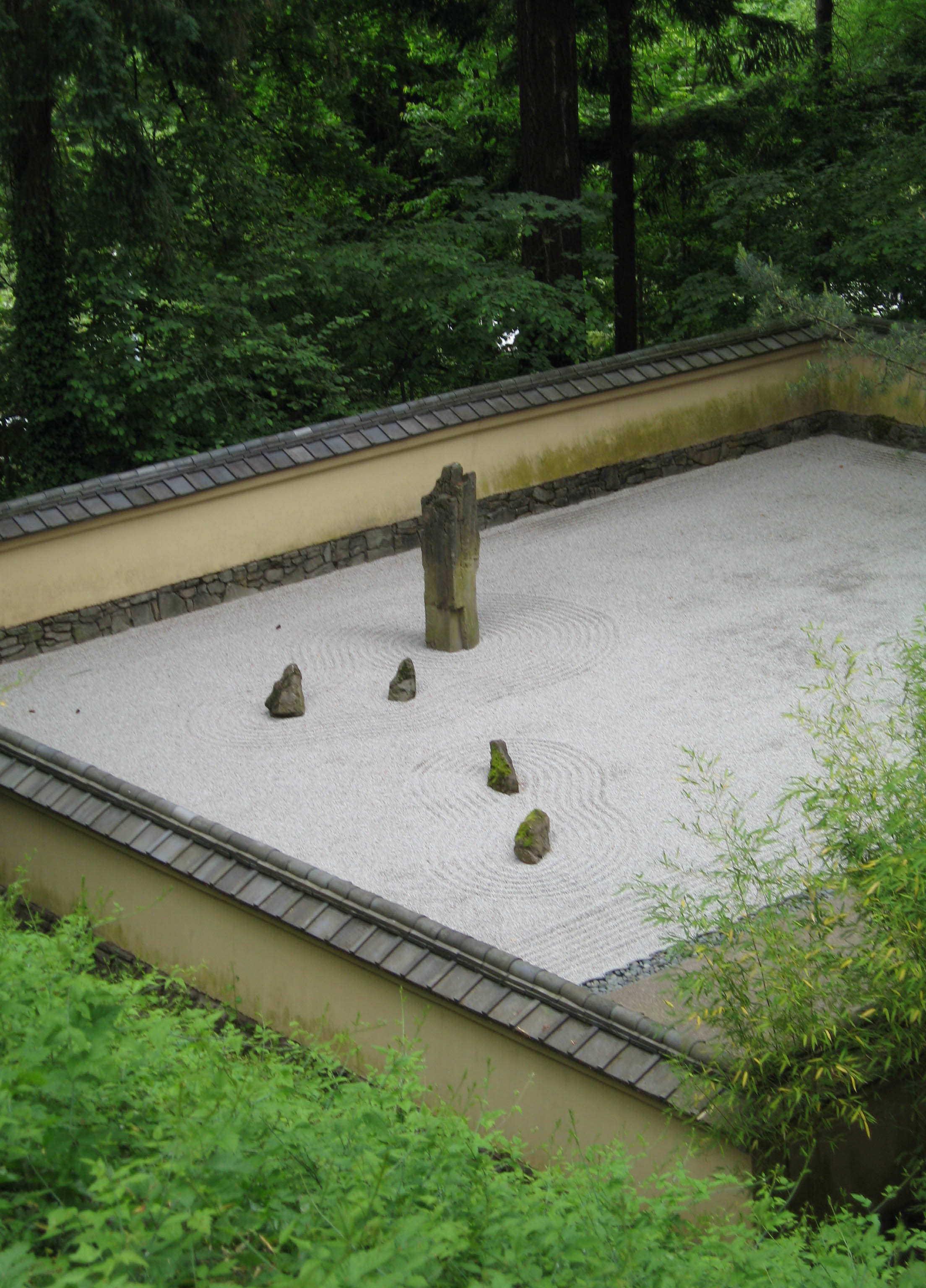
Droge Zentuin
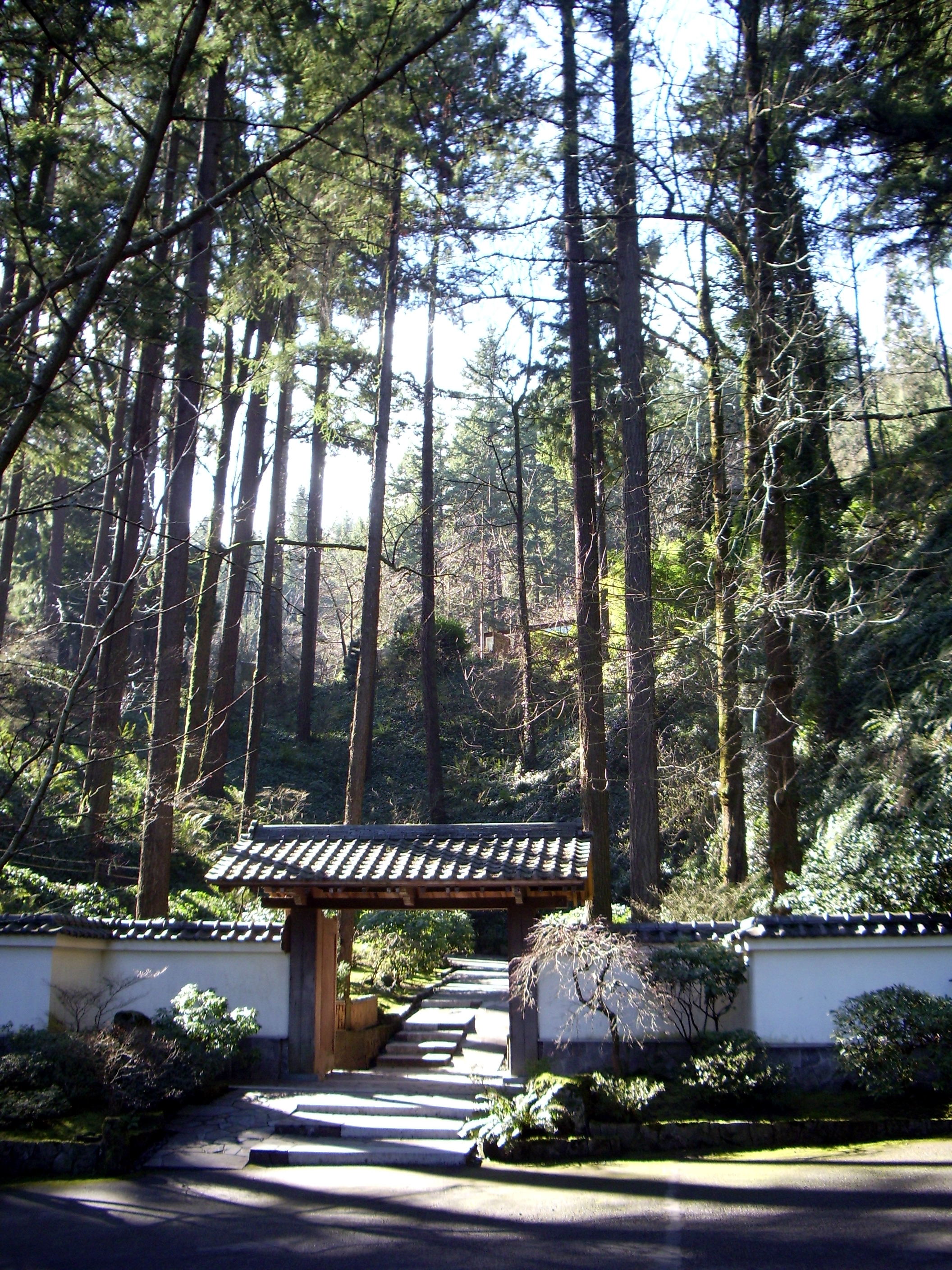
Toegangspoort